# Puerto de Kemaman
El Puerto de Kemaman (en malayo: Pelabuhan Kemaman) es un importante puerto marítimo situado en la costa este de Malasia en el estado de Terengganu. Chukai es una ciudad importante situada cerca del puerto y que sirve como la capital del distrito de Kemaman. Hay otras importantes actividades llevadas a cabo en el puerto. Hay otros 3 muelles grandes, el este, el nuevo oeste, y el muelle Norte. El muelle del este fue construido para manejar los materiales de importación / exportación de la Perwaja Steel Works, y está diseñado para importar mineral de hierro y chatarra. También sirve para exportar DRI (hierro de reducción directa) y productos terminados; barras de acero, y palanquillas.
El muelle norte más pequeño sirve a las instalaciones costa afuera de la industria petrolera. El muelle oeste fue construido y puesto en servicio en 2000, y fue diseñado para servir a labores relacionadas con el hierro y acero. Fue diseñado para importar mineral de hierro, elementos de sinterización, fundentes, coque, y aleación para un alto horno, es el primer puerto en su tipo en el sudeste asiático.